# ジョージア侵攻 (1742年)
ジョージア侵攻（ジョージアしんこう、英語: Invasion of Georgia）は、ジェンキンスの耳の戦争中の1742年7月、スペイン領フロリダのスペイン軍がグレートブリテン王国との係争地であるジョージア植民地を攻撃、奪取しようとした戦役。ジェームス・オグルソープ率いる現地のイギリス軍はガリー・ホール・クリークの戦いとブラッディ・マーシュの戦いでスペイン軍に勝利、スペイン軍は撤退を余儀なくされた。イギリスのジョージア領有は後にマドリード条約で承認された。

## 背景
ジョージア植民地は1733年以降、イギリスとスペインの間の係争地となっていた。スペインはジョージア植民地にあたる地域をフロリダ植民地領として主張、イギリスの植民者を不法占拠であるとした。紛争を解決する試みとして1739年のエル・パルド協定が締結されたが、スペインは主張の取り下げを拒否した。同年にジェンキンスの耳の戦争が勃発すると、スペインはジョージア侵攻を計画した。
イギリスのジョージア総督ジェームス・オグルソープは小さな軍勢を編成、1740年に先制攻撃としてフロリダを侵攻した。イギリスはサン・アウグスティンを包囲したが撤退を余儀なくされた。その結果、スペイン軍の指揮官マヌエル・デ・モンティアーノはジョージアへの攻撃を始めることができた。イギリスはほかの戦場を抱えていたため、植民地への増援や援助の余裕がなかった。

## 侵攻と戦闘

### 上陸

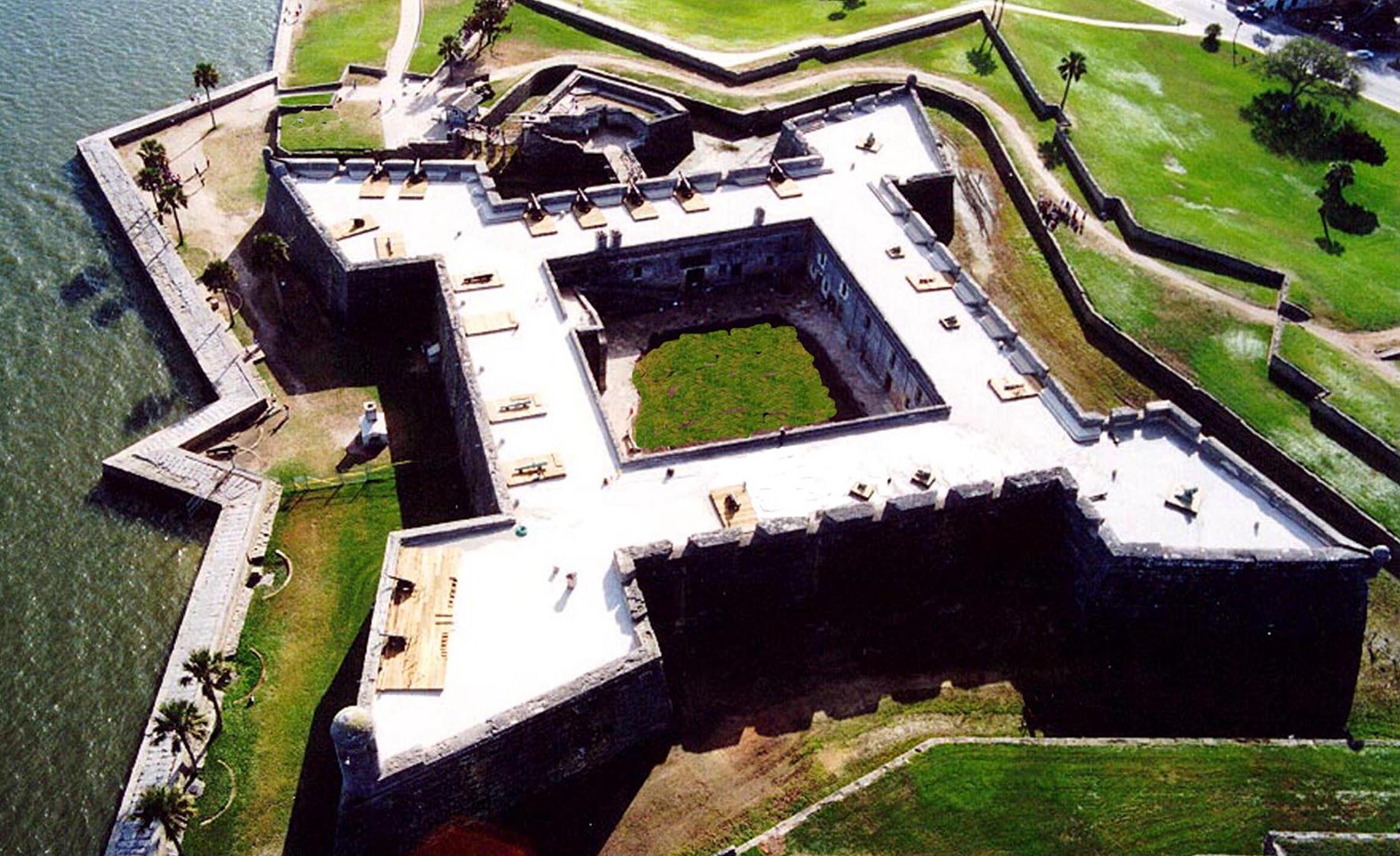
マヌエル・デ・モンティアーノのサンマルコス砦

スペインのマヌエル・デ・モンティアーノ総督率いる侵攻軍は4,500人から5,000人とされ、うち約1,900から2,000人は上陸軍だった。正規軍、民兵、インディアンの混成軍であったオグルソープの軍勢は1千人未満であった。セント・サイモンズ砦の駐留軍は侵攻軍に砲撃したが上陸を阻止するには至らなかった。
1742年7月5日、モンティアーノはフレデリカ川近くにあるガスコイン岬の近くで船36隻から1,900人を上陸させた。大人数の軍勢に直面したオグルソープはスペイン軍が強襲を仕掛ける前にセント・サイモンズ砦から撤退することを決めた。彼は砦をスペイン軍に使われないよう、駐留軍に大砲を破壊させ、砦にできる限りの破壊を行った。スペイン軍は翌日に砦を占領、侵攻の基地とした。そして、モンティアーノはイギリス軍の勢力について情報を得るべく偵察を開始した。

### ガリー・ホール・クリークの戦い
兵士と補給を揚陸し、セント・サイモンズ砦で足場を固めると、スペイン軍は近くへの偵察を始めた。スペインの偵察隊はセント・サイモンズ砦とフレデリカ砦を繋ぐ道を見つけたが、軍道ではなく農業用と勘違いした。7月18日、セバスティアン・サンチェス大佐（Sebastian Sanchez）率いる偵察隊約115人は道に沿って進み、フレデリカ砦から1.5マイルのところでノーブル・ジョーンズ率いるオグルソープの軍勢に遭遇した。両軍の間で後にガリー・ホール・クリークの戦いと呼ばれる小競り合いが起き、スペイン偵察隊は3分の1が戦死か捕虜にされて敗走した。オグルソープの軍勢はミリタリー・ロードを進んで追撃、セント・サイモンズ砦へ向かった。しかしスペイン軍の捕虜からスペインの大軍がフレデリカ砦に向けて進軍していることを漏らすと、オグルソープは増援を集めるために別行動をとった。

### ブラッディ・マーシュの戦い
イギリス軍はガリー・ホール・クリークの戦いに敗れたスペインの偵察軍を追撃したが、スペイン軍の増援が進軍してくると退却した。そして、イギリス軍がミリタリー・ロードのとある曲がりに着くと、サザーランド大尉（Southerland）とマッコイ大尉（Macoy）は停止を命じた。イギリス軍は密林に隠れて待機、スペイン軍が来るところを待った。スペイン軍はイギリス軍の予想通りやってきて、武装を解いて晩御飯の準備を始めた。そこへイギリス軍がスペイン軍の不意を突いて攻撃、約200人を殺した。このブラッディ・マーシュの戦いはスペイン軍の進軍を押しとどめ、結果的には決定的な戦闘となった。勝利の功労者はオグルソープとされたが、彼が到着したのは戦闘が終わった後であった。

### 撤退
モンティアーノはスペイン軍を再編成、さらなる進軍を準備した。一方、オグルソープは何とかスペイン軍を島から追い出そうとした。数日後、南側にあるスペイン人の集落に接近したオグルソープはとあるフランス人がイギリス側から脱走してスペイン側に寝返った。オグルソープはこの脱走者がイギリス軍がいかに小勢だったかをばらすことを恐れて軍楽隊の鼓手を引っ張り出してまるで大軍であるようにふるまった。さらに、彼は脱走者に「イギリスから援軍が派遣されるまで出まかせを続けるように」と手紙を書き、スペイン軍に彼が派遣したスパイであるように勘違いするよう仕向けた。そして、スペイン軍の捕虜に手紙を持たせて釈放した。捕虜はオグルソープの目論見通り手紙をスペイン軍の士官に届け、フランス人脱走者は処刑された。さらにちょうどイギリス船が到着したためイギリスの援軍が到着したとのスペイン軍の勘違いはさらに深まった。結局スペイン軍は7月25日にセント・サイモンズ島から離れ、ジョージア植民地への最後の侵攻を終わらせた。

## その後

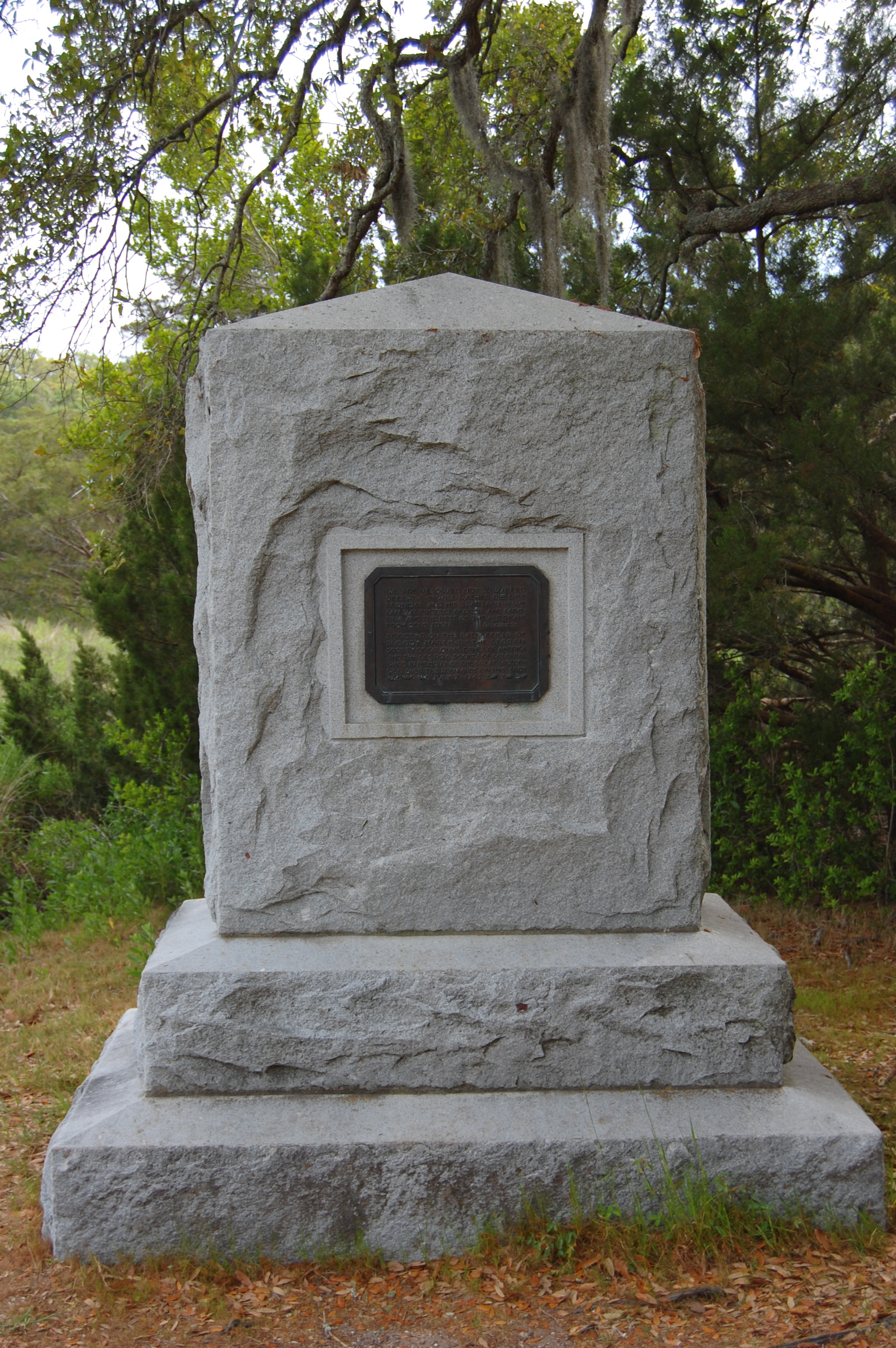
ブラッディ・マーシュの戦いの記念碑

スペイン軍を撃退した後、オグルソープは反撃としてスペイン領フロリダへの侵攻を計画したが、戦場がアメリカからヨーロッパへと移ったため武器、補給、兵士などが不足した。ジョージアとフロリダ一帯はなし崩しに停戦、いくらかの小競り合いが起こったのみとなった。オグルソープは後に准将に昇進、1744年にジョージアを離れて帰国、以降イギリスを離れることはなかった。1748年のアーヘンの和約により戦争が終結、ジョージアはイギリス植民地として承認され、スペインもマドリード条約でそれを承認した。さらに七年戦争を終結させた1763年のパリ条約によりスペインがフロリダをイギリスに割譲すると、ジョージアの地位はゆるぎないものとなった。
サバンナのワームズロー史跡地では毎年5月最後の土曜日にジェンキンスの耳の戦争の記念行事が行われる。